# Poussay
Poussay – miejscowość i gmina we Francji, w regionie Grand Est, w departamencie Wogezy.
Według danych na rok 1990 gminę zamieszkiwało 810 osób, a gęstość zaludnienia wynosiła 93 osób/km² (wśród 2335 gmin Lotaryngii Poussay plasuje się na 432. miejscu pod względem liczby ludności, natomiast pod względem powierzchni na miejscu 691.).